# Thaikkad
Thaikkad là một thị trấn thống kê (census town) của quận Thrissur thuộc bang Kerala, Ấn Độ.

## Nhân khẩu
Theo điều tra dân số năm 2001 của Ấn Độ, Thaikkad có dân số 7749 người. Phái nam chiếm 47% tổng số dân và phái nữ chiếm 53%. Thaikkad có tỷ lệ 86% biết đọc biết viết, cao hơn tỷ lệ trung bình toàn quốc là 59,5%: tỷ lệ cho phái nam là 86%, và tỷ lệ cho phái nữ là 86%. Tại Thaikkad, 10% dân số nhỏ hơn 6 tuổi.